# Химия и жизнь
«Химия и жизнь» — советский и российский ежемесячный научно-популярный журнал, выходит с 1965 года, занимает 3-е место среди российских научно-популярных периодических изданий по тиражу (после «Науки и жизни» и «Знания — силы». В 2002 году отмечен престижной Беляевской литературной премией за достижения в области просветительской деятельности.
Подписные индексы журнала 72231, 88763. ID:427497
Основан в связи развитием химизации народного хозяйства в СССР в конце 1950-х — начале 1960-х годов. Первым редактором журнала (1965—1996) был академик Петрянов. В 1996 году академическая версия журнала в издательстве «Наука» прекратила своё существование, с 1997 года журнал выпускается частным издателем, некоторое время выходил под названием «Химия и жизнь — XXI век». Главный редактор — Любовь Стрельникова.